# Amantini

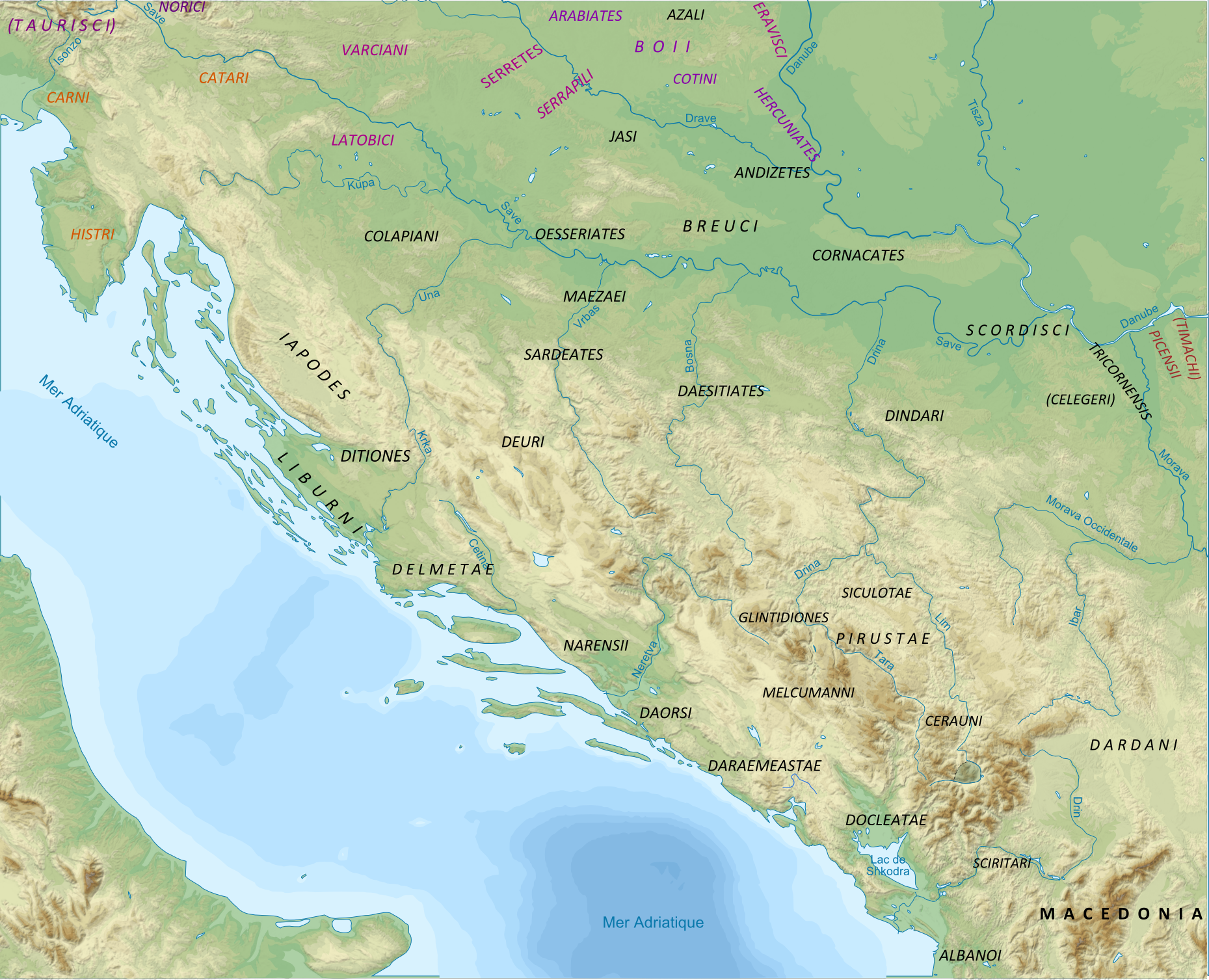
Localización geografía del pueblo Amantini

Los amantinis (en griego antiguo: Ἄμαντες, romanizado: Amantinii) era el nombre de una tribu panónica iliria. Los amantinii vivían entre los ríos Drava y Sava, cerca de Sirmio. Permanecieron fuera de la esfera de influencia romana antes de la guerra panónica (12-9 a. C.), en la que lucharon contra los romanos en alianza con otros pueblos ilirios de Dalmacia y Panonia. Tras la guerra y la gran revuelta ilírica (6-9 a .C.), muchos de los jóvenes de las principales familias amantinis fueron tomados como rehenes y muchos jóvenes varones fueron vendidos como esclavos en Italia.
Una inscripción encontrada en Bassianae que menciona la muerte del niño de diez años Scemaes es la única inscripción que se refiere directamente a los amantini. Scemaes, hijo de Liccaus, de la familia Undia de los amantini, fue tomado como rehén por los romanos, probablemente durante la guerra de Panonia. El joven Scemaes se ahogó en un río cerca de Emona por accidente. Su padre Liccaus y sus parientes Loriqus y Licaios dedicaron una inscripción y un cenotafio a su memoria.